# Șomcutu Mic, Cluj
Șomcutu Mic (în maghiară Kissomkút) este o localitate componentă a municipiului Dej din județul Cluj, Transilvania, România.

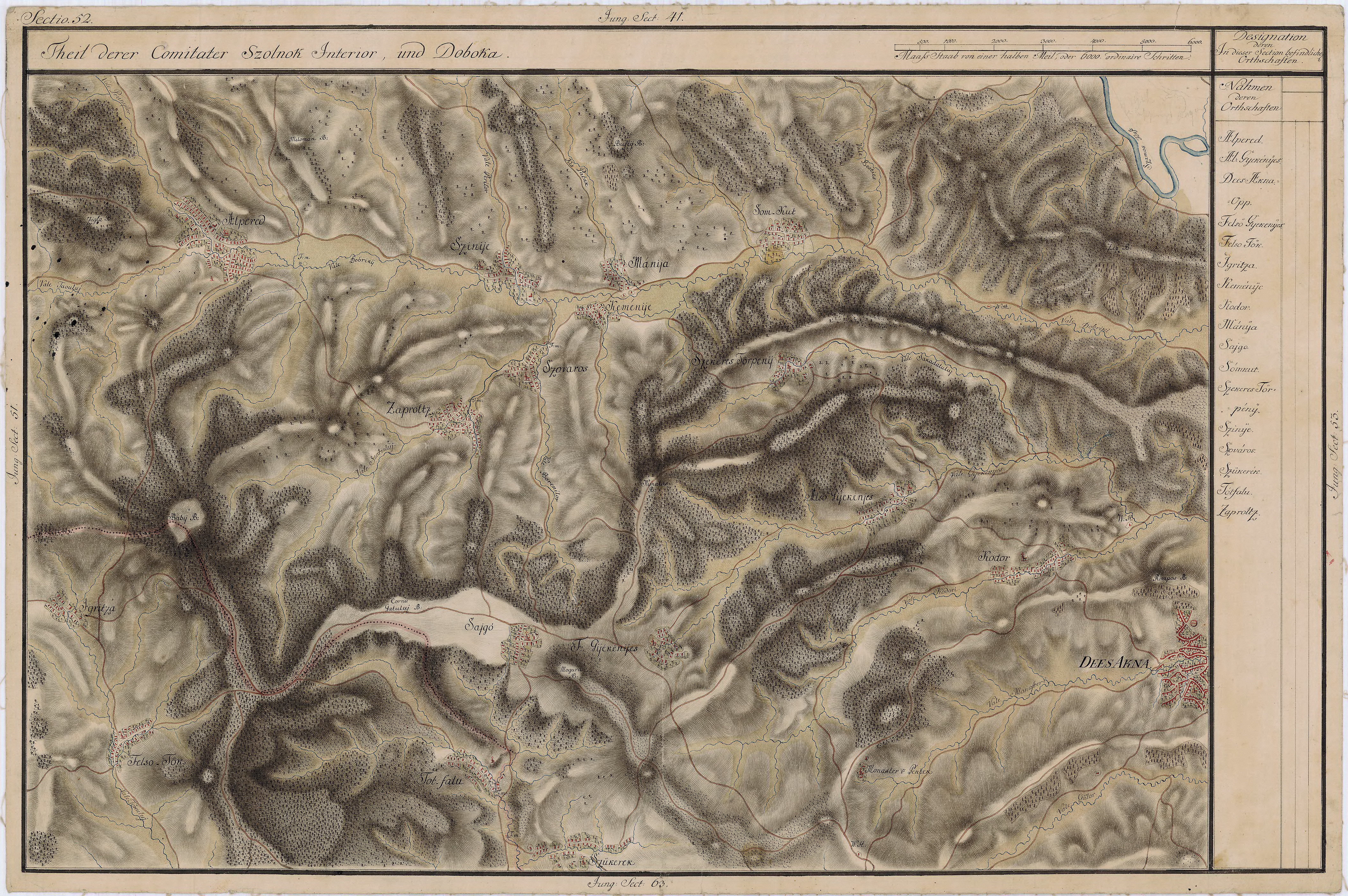
Şomcutu Mic pe Harta Iosefină a Transilvaniei, 1769-73